# Rakovac, Beočin
Rakovac (izvirno srbsko Раковац) je naselje v Srbiji, ki upravno spada pod Občino Beočin; slednja pa je del Južnobačkega upravnega okraja.

## Demografija
V naselju živi 1592 polnoletnih prebivalcev, pri čemer je njihova povprečna starost 39,0 let (38,4 pri moških in 39,6 pri ženskah). Naselje ima 683 gospodinjstev, pri čemer je povprečno število članov na gospodinjstvo 2,91.
To naselje je, glede na rezultate popisa iz leta 2002, v glavnem srbsko, a v času zadnjih 3 popisov je opazen porast števila prebivalcev.
|  |

| Demografija | Demografija     | Demografija     |
| Leto        | Št. prebivalcev | Št. prebivalcev |
| ----------- | --------------- | --------------- |
|             |                 |                 |
|             |                 |                 |
|             |                 |                 |
|             |                 |                 |
| 1948        | 582             |                 |
| 1953        | 715             |                 |
| 1961        | 1060            |                 |
| 1971        | 968             |                 |
| 1981        | 1081            |                 |
| 1991        | 1357            | 1350            |
| 2002        | 2020            | 1989            |
|             |                 |                 |

| Etnična sestava po popisu iz leta 2002 | Etnična sestava po popisu iz leta 2002 | Etnična sestava po popisu iz leta 2002 | Etnična sestava po popisu iz leta 2002 | Etnična sestava po popisu iz leta 2002 |
| -------------------------------------- | -------------------------------------- | -------------------------------------- | -------------------------------------- | -------------------------------------- |
| Srbi                                   | Srbi                                   |                                        | 1.700                                  | 85,47%                                 |
| Jugoslovani                            | Jugoslovani                            |                                        | 71                                     | 3,56%                                  |
| Madžari                                | Madžari                                |                                        | 44                                     | 2,21%                                  |
| Hrvati                                 | Hrvati                                 |                                        | 42                                     | 2,11%                                  |
| Muslimani                              | Muslimani                              |                                        | 22                                     | 1,10%                                  |
| Črnogorci                              | Črnogorci                              |                                        | 15                                     | 0,75%                                  |
| Slovaki                                | Slovaki                                |                                        | 11                                     | 0,55%                                  |
| Slovenci                               | Slovenci                               |                                        | 9                                      | 0,45%                                  |
| Ukrajinci                              | Ukrajinci                              |                                        | 7                                      | 0,35%                                  |
| Romuni                                 | Romuni                                 |                                        | 4                                      | 0,20%                                  |
| Makedonci                              | Makedonci                              |                                        | 3                                      | 0,15%                                  |
| Rusi                                   | Rusi                                   |                                        | 2                                      | 0,10%                                  |
| Bunjevci                               | Bunjevci                               |                                        | 2                                      | 0,10%                                  |
| Bolgari                                | Bolgari                                |                                        | 2                                      | 0,10%                                  |
| Rusini                                 | Rusini                                 |                                        | 1                                      | 0,05%                                  |
| Romi                                   | Romi                                   |                                        | 1                                      | 0,05%                                  |
| Nemci                                  | Nemci                                  |                                        | 1                                      | 0,05%                                  |
| Neznano                                | Neznano                                |                                        | 2                                      | 0,10%                                  |